# Harry Kivijärvi

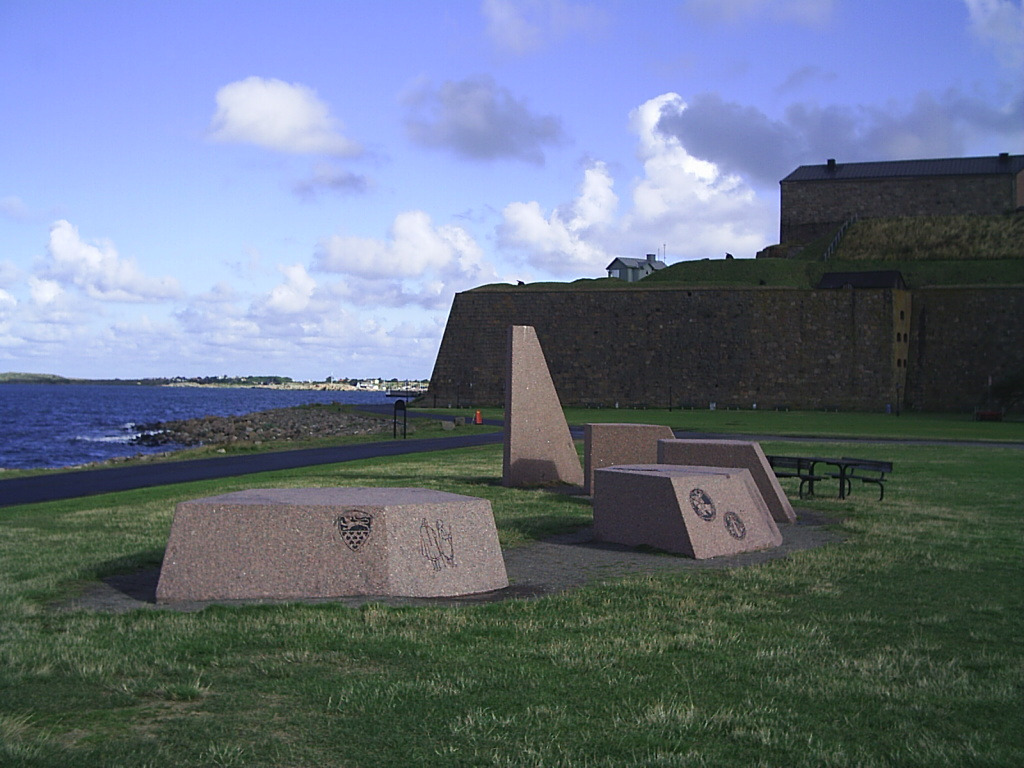
Minnesmärke i Varberg (1993)

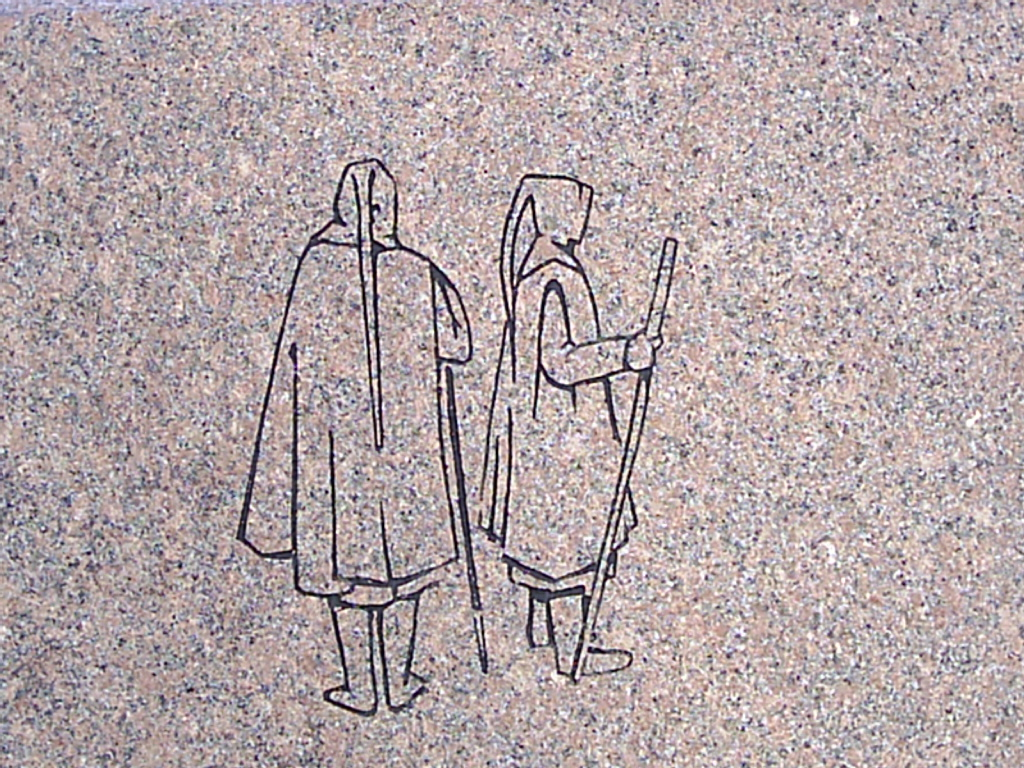
Bild av Bockstensmannen på minnesmärke i Varberg

Harry Mikael Kivijärvi, född 25 juli 1931 i Åbo, död 15 april 2010 i Esbo, var en finländsk skulptör. 

## Biografi
Kivijärvi blev känd för allmänheten efter att ha vunnit president Juho Kusti Paasikivis minnestävling 1976.
Kivijärvi genomgick Åbo ritskola 1947–1950. Han började arbeta med metall och deltog i tävlingar, bland annat till Sibeliusmonumentet i Helsingfors (en tävling som vanns av Eila Hiltunen). Hans mest kända verk är dock av massiv sten, ofta i svart eller vitt, med släta ytor och ofta sammansatta av stora stående stenar. Kivijärvi blev prisbelönt för sitt arbete, bland annat med Pro Finlandia-medaljen 1970 och den svenska Prins Eugen-medaljen 1987. Han fick också pris från Ars Fennica-stiftelsen 2003 för sitt livslånga arbete.

## Utmärkelser
- Pro Finlandia-medaljen av Finlands Lejons orden,  1970[9]
- Prins Eugen-medaljen,  1987[9]

[Redigera Wikidata]